# Establo Minato

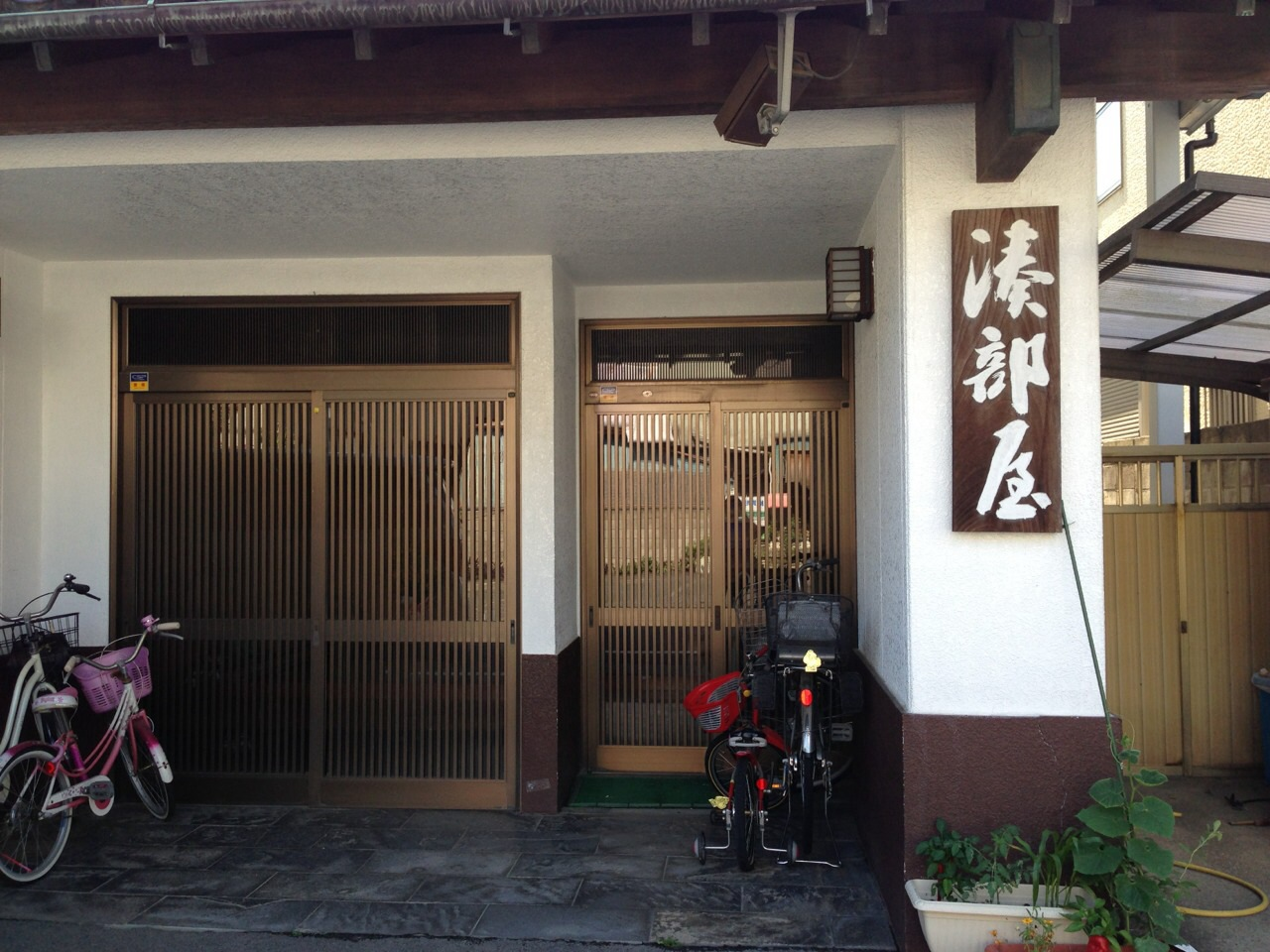
Entrada principal del Establo Minato

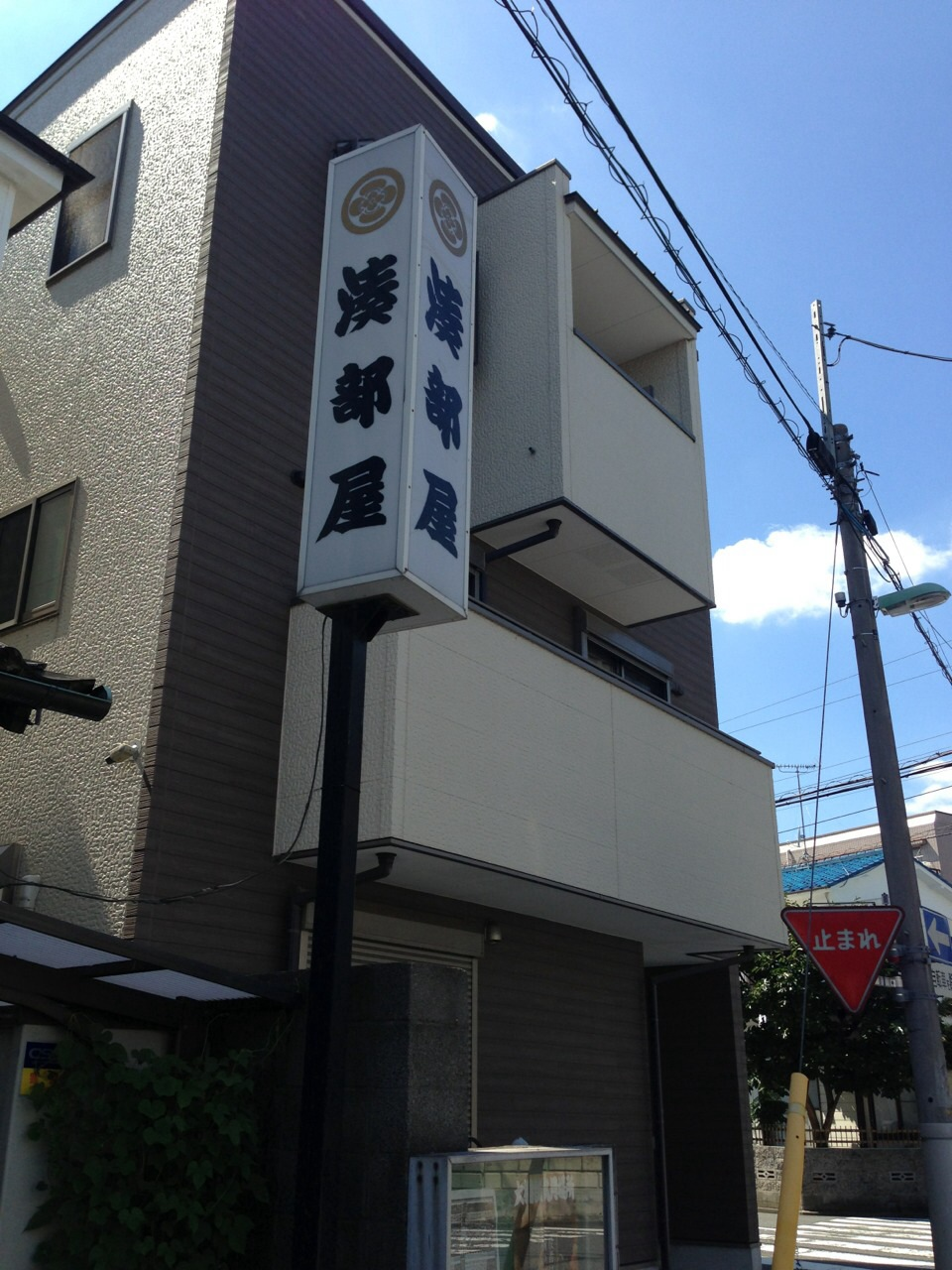
Fachada exterior del Establo Minato

El Establo Minato (湊部屋, Minato-beya) es un establo de entrenamiento de sumo profesional. El establecimiento formaba parte del ichimon Tokitsukaze. Fue fundado en 1982 por el ex komusubi Yutakayama tras independizarse del establo Tokitsukaze. El maestro/anciano Minato estudió en la Universidad de Agricultura de Tokio, y debido a su interés académico este fue el primero en introducir una biblioteca dentro un establo de sumo. Hasta la llegada de Ichinojō, el establo solamente había logrado clasificar a un luchador dentro de la división makuuchi, Minatofuji, el cual alcanzó el rango de maegashira #2 en 1995 y luego se retiró para convertirse en maestro dentro del establo bajo el nombre Tatsutagawa. En julio de 2010, Minato y Tatsutagawa intercambiaron roles. En el mismo mes, el luchador chino Nakanokuni obtuvo su promoción a la división jūryō. En diciembre de 2017, el maestro Minato se retiró del ichimon Tokitsukaze, dejando al establo sin ninguna afiliación a un clan. Para enero de 2023, el establo poseía un total de 11 luchadores. En septiembre de 2018, el establo se integró al ichimon Nishonoseki.

## Nombres de ring
Varios luchadores de este establo adoptan nombres de ring o shikona con el prefijo "Minato" (湊), el cual es extraído del primer caracter del nombre del establo y del actual maestro, el ex komusubi Minatofuji. La palabra puede ser utilizada tanto de prefijo como sufijo, ejemplos incluyen a: Minatoryū y Minatoshō, o a Hamaminato y Haruminato.

## Dueños
- 2010–presente: El vigésimo tercer (23°) Minato (iin, ex maegashira Minatofuji)
- 1982–2010: El vigésimo segundo (22°) Minato (ex komusubi Yutakayama)

## Luchadores activos destacados
- Ninguno

## Exluchadores destacados
- Ichinojō Takashi (ex sekiwake)

## Gyōji
- Kimura Motoki (makuuchi gyōji, de nombre real: Hiromichi Okamura)

## Tokoyama
- Tokomori (tokoyama de segunda clase)

## Ubicación y acceso
Shibanakata 2-20-10, prefectura de Saitama, ciudad de Kawaguchi. A 15 minutos caminando desde la Estación Warabi (Línea Keihin Tōhoku)